# (12527) Anneraugh
(12527) Anneraugh (1998 JE3) – planetoida z pasa głównego asteroid okrążająca Słońce w ciągu 3,63 lat w średniej odległości 2,36 j.a. Odkryta 1 maja 1998 roku.